# Московское училище живописи, ваяния и зодчества
Моско́вское учи́лище жи́вописи, вая́ния и зо́дчества (сокр. МУЖВЗ) — одно из ведущих художественных учебных заведений в Российской империи.

## История
В 1830 году группа художников-любителей и профессиональных живописцев (А. С. Добровольский, В. С. Добровольский, И. Т. Дурнов) образовали в Москве творческий кружок — «натурный класс», который в 1834 году получил название «Художественный класс», расположившийся на Большой Никитской улице. В 1843 году он был преобразован в «Училище живописи и ваяния» Московского художественного общества. В 1844 году училище расположилось на Мясницкой улице, в доме Юшкова. В 1865 году к нему было присоединено Московское дворцовое архитектурное училище при Московской дворцовой конторе (ранее при Экспедиции кремлёвского строения), после чего заведение, собственно, и стало называться Московское училище живописи, ваяния и зодчества. Выпускники училища фактически имели тот же статус, что и выпускники Петербургской Академии художеств.
В 1896 году училище было превращено в высшее учебное заведение с общеобразовательным, архитектурным и художественным отделениями. Курс обучения длился 8 лет для живописцев и скульпторов и 10 лет для архитекторов. С 1896 по 1917 год директором Московского училища живописи, ваяния и зодчества был князь А. Е. Львов. С 1915 года училище находилось в ведении Министерства торговли и промышленности.
В 1918 году училище было преобразовано во Вторые государственные свободные художественные мастерские, впоследствии эти Мастерские были реорганизованы в Московский художественный институт имени Сурикова и Московский архитектурный институт.
Выпускники архитектурного отделения МУЖВЗ обычно получали звание художника архитектуры. Получившие малую серебряную медаль удостаивались звания неклассного художника архитектуры; большую серебряную медаль — классного художника архитектуры. С 1909 года статус архитектурного отделения МУЖВЗ был повышен: выпускникам стало присваиваться звание архитектора.
Сейчас в здании МУЖВЗ располагается Российская академия живописи, ваяния и зодчества. Выставочный зал МУЖВЗ был снесён к октябрю 2014 года.